# Shuriken

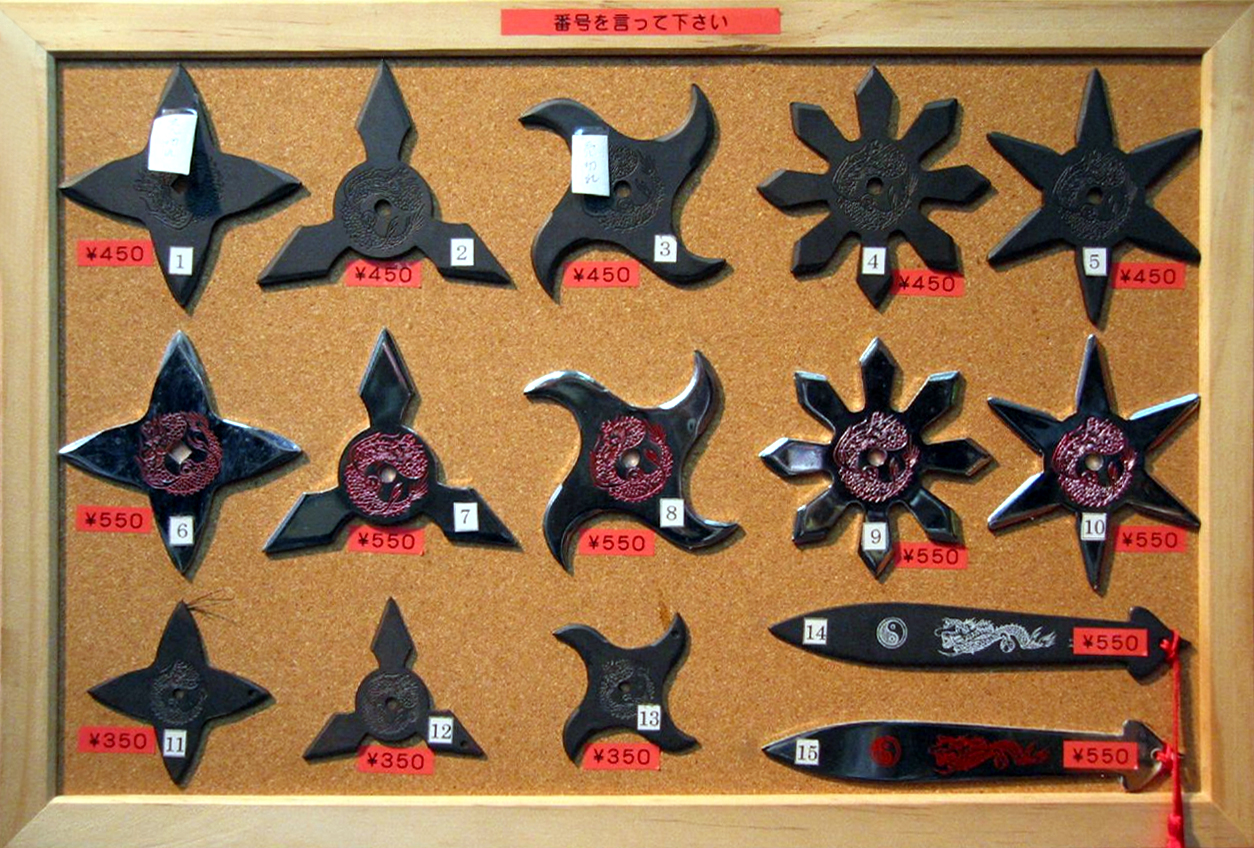
Różne rodzaje shurikenów

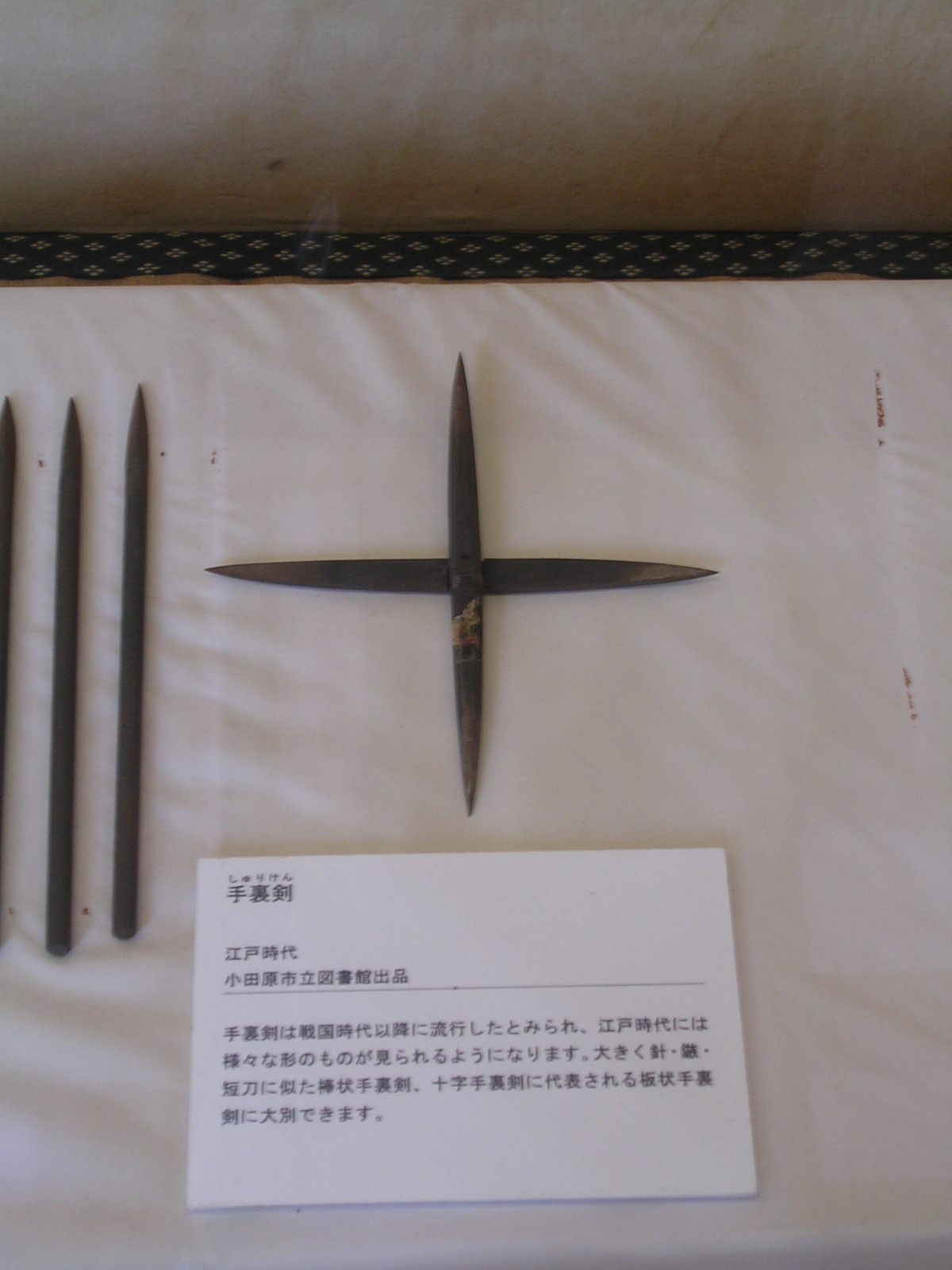
Shurikeny z okresu Edo w muzeum na zamku w Odawara

Shuriken (jap. 手裏剣 shuri-ken; dosłownie „ostrze ukryte w dłoni”') – rodzaj małej broni o ostrych krawędziach i różnym kształcie, służącej do rzucania we wroga, używanej między innymi przez agentów ninja.

## Opis
Shurikeny były pociskami do ręcznego miotania. Ogólnie, ze względu na kształt wyróżnia się 20 różnych rodzajów shurikenów: potrójne, z 4 ostrzami, o kształcie gwiazdy, z 6 ostrzami, o kształcie swastyki oraz gwiazdki z 8 i 10 ostrzami. Ostrza shurikenów nierzadko pokrywano trucizną.
Istnieje wiele rodzajów shurikenów, między innymi:
- happa-shuriken – ośmioramienne gwiazdy;
- hira-shuriken – o płaskiej powierzchni, mające od 3 do 7 ramion;
- bō-shuriken – „pręty” ostre z jednej lub dwóch stron o różnych kształtach przekroju;
- itaken-shuriken – przypominające obcięte końcówki ostrzy mieczy.

Shurikeny najczęściej mają grubość około 2 milimetrów, średnicę do 10 centymetrów oraz masę nie przekraczającą 200 gramów.
Bronią podobną do shurikenów były tetsu-bishi (lub maki-bishi) – małe, ostro zakończone, kolczaste, wieloramienne kawałki metalu, które między innymi w czasie ucieczki, wyrzucane za siebie na ziemię, raniły nogi przeciwnika lub konia, przerywając lub spowalniając pościg (por. kolczatka).